# پالدینگ (میسیسیپی)
پالدینگ (به انگلیسی: Paulding) یک منطقهٔ مسکونی در ایالات متحده آمریکا است که در شهرستان جاسپر، میسیسیپی واقع شده‌است.